# Fernanda Canales

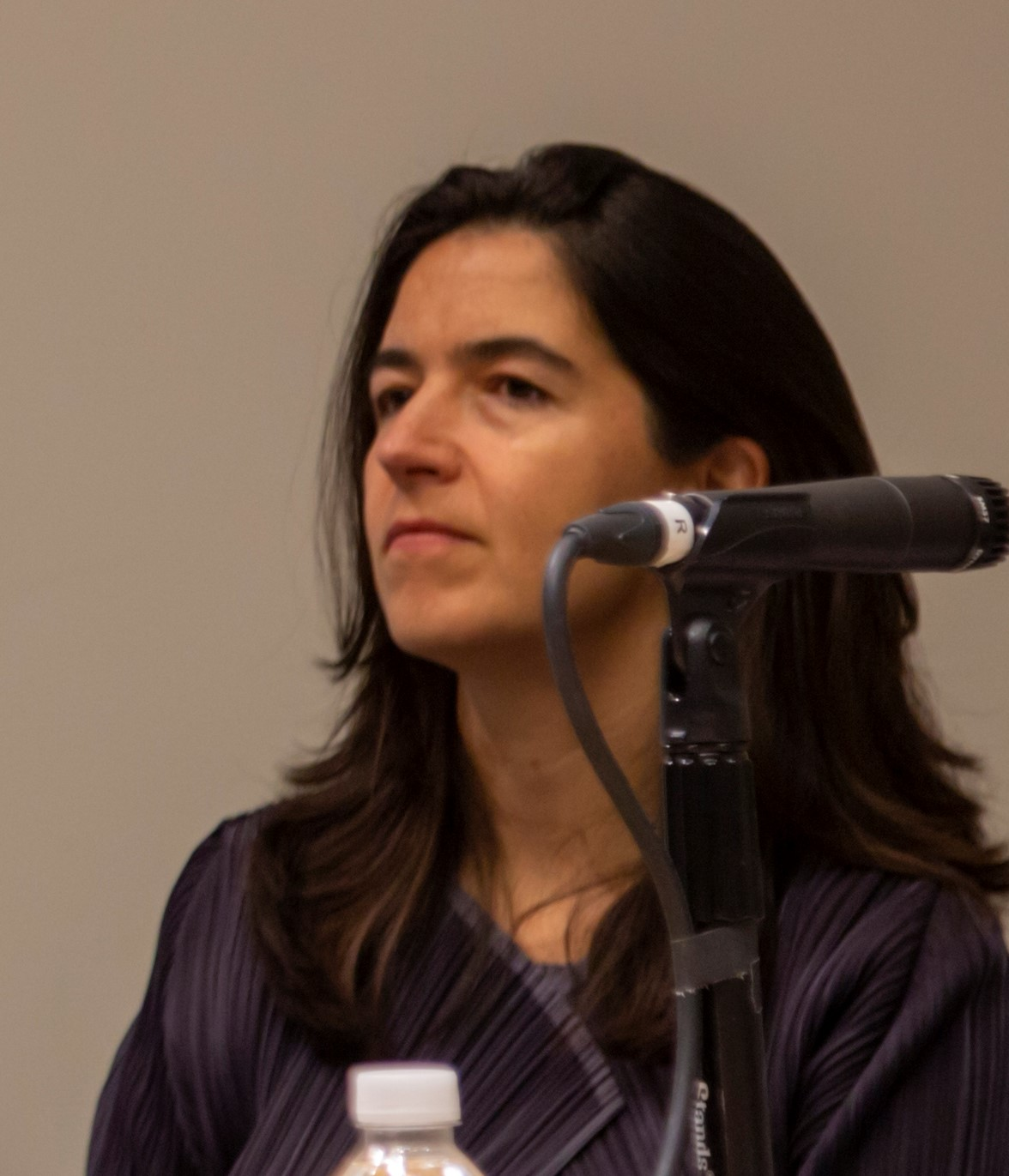
Fernanda Canales (2018)

Fernanda Canales (geboren 1974 in Mexiko-Stadt) ist eine mexikanische Architektin, Designerin und Kuratorin für Architektur. Sie hat an der Realisierung international anerkannter Projekte mitgewirkt und wurde von der Federación de Colegio de Arquitectos de la República Mexicana für ihre berufliche Laufbahn ausgezeichnet.

## Beruflicher Werdegang

### Ausbildung
Canales studierte Architektur an der Universidad Iberoamericana Ciudad de México, schloss ihr Studium 1997 mit Auszeichnung ab und erhielt den Preis für die beste Abschlussarbeit. Sie hat einen Master-Abschluss der Escuela Técnica Superior de Arquitectura in Barcelona (ETSAB) und einen Doktortitel in Architektur von der Polytechnischen Universität Madrid.

### Lehrtätigkeiten
Nach Abschluss ihres Architekturstudiums lehrte sie an der Universidad Iberoamericana Ciudad de México, im Max-Cetto-Workshop der Fakultät für Architektur an der Universidad Nacional Autónoma de México und in Zusammenarbeit mit der Universitat Politècnica de Catalunya in Barcelona. Sie unterrichtete im Rahmen von Austauschprogrammen mit Universitäten wie der ETSAB.

### Architektin
Im Rahmen ihrer Tätigkeit als Architektin und Designerin hat Fernanda Canales in internationalen Büros gearbeitet. In Tokio arbeitete sie bei Toyo Ito Architects and Associates. Bei Ito lernte sie das Konzept der immateriellen Architektur kennen und wurde sensibilisiert für die Beziehung zwischen Körper und Raum. In Barcelona lernte sie die Arbeit des Architekten Ignasi de Solà-Morales kennen.

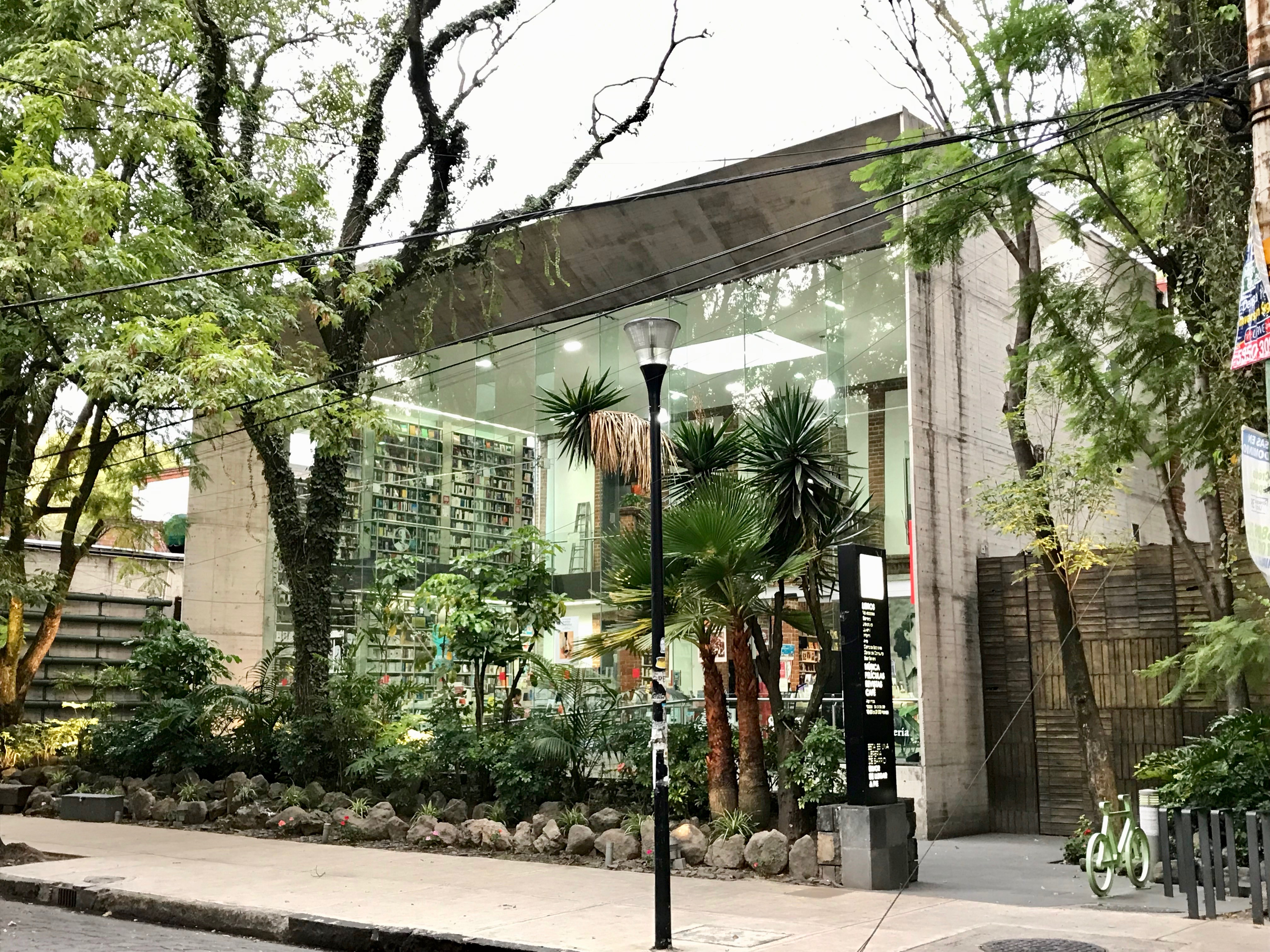
Centro Cultural Elena Garro, Mexico-Stadt 2012: Frontansicht.

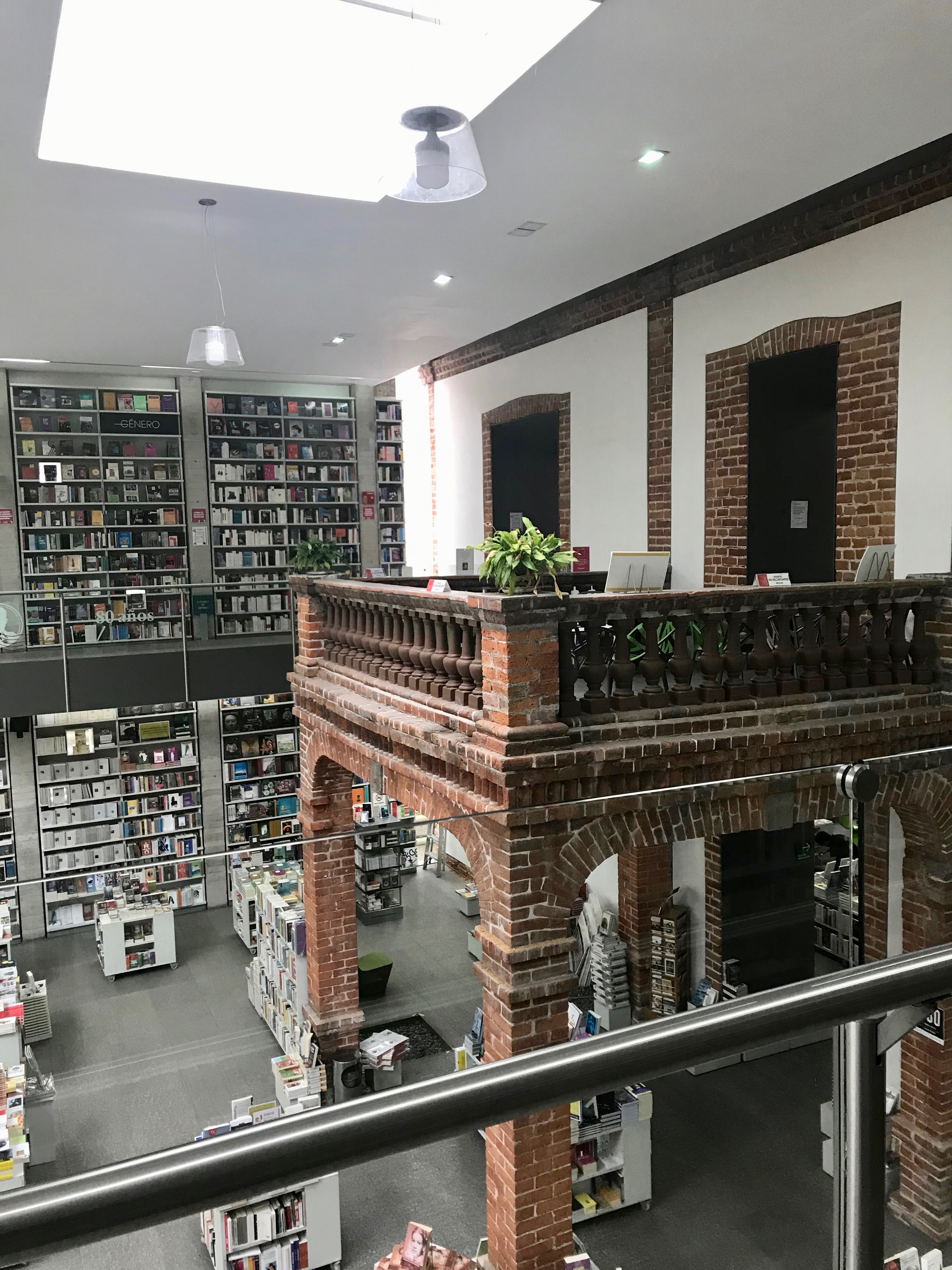
Centro Cultural Elena Garro, Mexico-Stadt 2012: Integration von alt und neu.

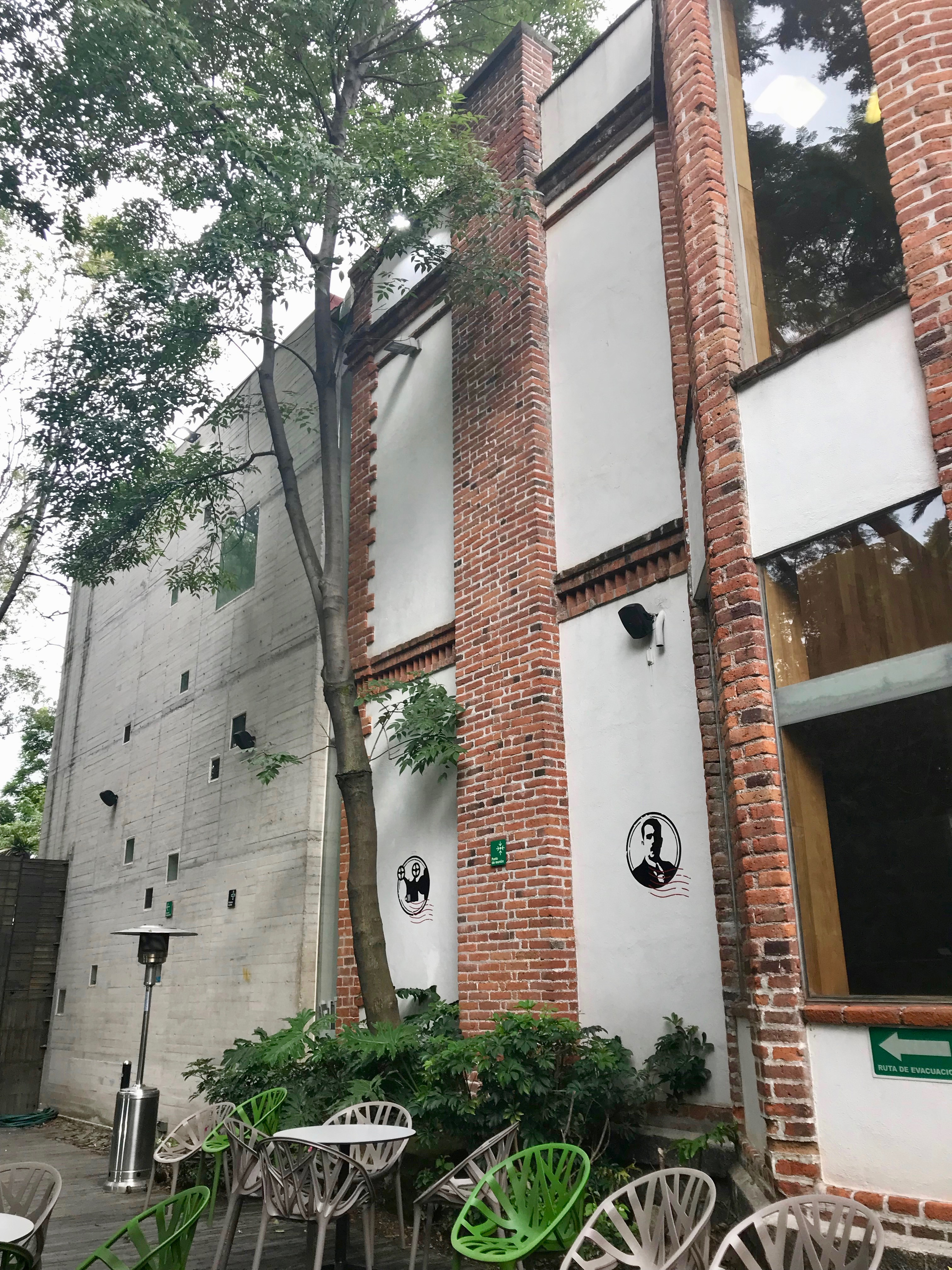
Centro Cultural Elena Garro, Mexico-Stadt 2012: Seitenansicht.

Zurück in Mexiko gründete sie 2002 ihr eigenes Architekturbüro Fernanda Canales. Eines ihrer wichtigsten Werke ist die Neugestaltung des Kulturzentrums Elena Garro. Aufgabe war es dabei, ein denkmalgeschütztes Gebäude des frühen 20. Jahrhunderts zu bewahren. Ihre Lösung war, vor das alte Gebäude einen neuen Eingangsbereich zu setzen, der zugleich einen großen Raum für mehrstöckige Bücherregale der Bibliothek schuf und einen Rahmen für die Fassade des alten Gebäudes bildete. Zur Rückseite hin wurde das historische Gebäude erweitert um einen Hörsaal, einer Reihe von Innenhöfen und verschiedener Gärten. Canales arbeitet gerne mit Materialien und Techniken, die in den jeweiligen Lokalitäten tradiert werden.
Das Mehrfamilienhaus Vivienda Portales sollte zwölf Familien mit unterschiedlichen Ansprüchen eine Wohnstatt bieten. Dafür stand ihr nur eine Grundfläche von 400 m² zur Verfügung. Auf jedem der drei Stockwerke wurden vier Wohnungen geplant mit bodentiefen Fenstern, großen Balkonen und flexiblen Verschattungsfronten. Das Hausinnere erhält Licht durch einen Innenhof, der aufgelockert wird durch türkisfarbene Oberflächen und durchbrochene Betonsteine.
Bei der Casa Bruma ging es darum, alle Bäume des Grundstücks zu erhalten und verschiedene Räume zu gestalten, die alle vormittags und nachmittags ausreichend natürliches Licht erhielten. So wurde das Haus in eine Vielzahl von Einraumgebäuden aufgeteilt, die im Kreis um einen Innenhof gruppiert wurden.

### Architekturtheoretikerin
Ihre Vision vom Bauen basiert auf der Suche nach dem Wesentlichen. Für die mexikanische Architektin ist es wichtig, die Verbindung zwischen dem, was sie baut, und der Umgebung, in der sich ein Gebäude befindet, aufrechtzuerhalten. Für Canales ist die Architektur zudem ein Mittel zur Veränderung. Ihre Haltung zu Architektur und Stadt spiegelt sich in ihren theoretischen Vorschlägen wider. Im Jahr 2008 veröffentlichte sie das Buch „Central de Arquitectura“ (Das Zentrum der Architektur), eine Analyse der Arbeit junger und aufstrebender Generationen in verschiedenen Bereichen wie Wohnungs-, Hotel- und Bürobau. Sie ist Mitautorin von „100x100+ Architekten des 20. Jahrhunderts in Mexiko“, einer 2011 veröffentlichten Sammlung in Form einer Kartei und eines Wörterbuchs über Architekten, die in Mexiko ihre Spuren hinterlassen haben. Im Jahr 2014 erschien das Buch „Arquitectura en México 1910–2010“. Es ist umfassende Studie, die die Entwicklung der modernen Architektur in Mexiko erklärt und den Kontext, die Wurzeln und die Folgen aufzeigt, und die sich nicht auf die Architektur beschränkt, sondern diese mit Stadtplanung und Design verbindet. Canales präsentierte die Erkenntnisse des Buches in einer eigenen Ausstellung 2014. Sie stellte unter anderem fest, dass nicht nur alte Gebäude in die Architekturgeschichte eines Ortes eingehen, sondern auch Probleme, die es seit Urzeiten an diesem Ort gab.
Canales arbeitet auch als Kritikerin und veröffentlicht regelmäßig Texte in Zeitschriften wie Letras Libres, La Tempestad, Domus und anderen. Sie war als Jurorin bei Architekturwettbewerben tätig.

### Kuratorin
Im Jahr 2013, kuratierte sie die Ausstellung Culture in Construction, für die 13. Biennale von Venedig, die im Nave Generadores des Parque Fundidora in Monterrey, Mexiko, stattfand. Als Museografin kuratierte sie im Frühjahr und Sommer 2014 die Ausstellung „Architektur in Mexiko 1910–2010“ im Palacio de Iturbide, einem Kunstmuseum in Mexiko-Stadt.

## Auszeichnungen
- 2000: Unter den 30 besten Werken des Jahres für das Restaurant Ibérico
- 2003–2004: Zuschuss aus dem Programm für junge Kreative von FONCA, Mexiko
- 2009: Finalist des CEMEX-Preises in der Kategorie Wohnungsbau für Casas M
- 2009: Finalistin des CEMEX-Preises in der Kategorie Institutionen für den CEDIM-Campus
- 2012: Preis für junge Architekten von der Architektenkammer von Mexiko
- 2012: Auswahl für die VIII. Iberoamerikanischen Biennale für Architektur und Städtebau in Cádiz mit Casa Maruma
- 2012–2015: Mitglied des Nationalen Systems der Kunstschaffenden FONCA
- 2013: Außerordentlicher Preis für Doktorarbeiten, Abteilung Architekturprojekte, Universidad Politécnica de Madrid.
- 2013: Finalistin bei den Interior Design Preis Best of the Year 2013, für das Kulturzentrum Elena Garro.[12]
- 2013: Premio IIDA Best Interior of Latin America & the Caribbean für das Centro Cultural Elena Garro
- 2014: International Architecture Award des Chicago Athenaeum Museum of Architecture and Design.[13]
- 2014: Preis für das beste Werk des Jahres von Archdaily.[13]
- 2014: Lobende Erwähnung bei der Vergabe des Noldi-Schreck-Preises für das Centro Cultural Elena Garro.[14]
- 2014: Premio Antonio García Cubas des Instituto Nacional de Antropología e Historia, in der Kategorie Kunstbuch für „Architektur in Mexiko 1900–2010. Die Konstruktion der Modernität in Mexiko“.
- 2014: T+L Design Awards.

## Projekte
Fertiggestellte Gebäude
- 2008: Mit Arquitectura 911sc: Centro de Estudios Superiores de Diseño de Monterrey (CEDIM), Monterrey, Nuevo León, Mexiko.[15]
- 2011: Casa Maruma im Distrito Federal, Mexiko-Stadt.[16]
- 2011: Casa R, Renovierung eines Wohnhauses, das in den 1940er Jahren von Victor de la Lama erbaut wurde, im Distrito Federal, Mexiko-Stadt.[17]
- 2012: Mit Arquitectura911sc: Centro Cultural Elena Garro, Kulturzentrum und Bibliothek im Barrio de la Conchita, Coyoacán, Mexiko-Stadt.[18]
- 2015: Salas de Lectura, ein Modul für einen Arbeits- und Leseraum, Mexico-Stadt.[19]
- 2016: Vivienda Portales, ein Mehrfamilienhaus in Mexico-Stadt.[7]
- 2017: Casa Recreo, eine Atrium-Wohnanlage in Mexico-Stadt.[20]
- 2017: Casa Bruma, Gebäudeensemble um einen Innenhof in Mexico-Stadt.[8]
- 2018: Casa SOMA, Umgestaltung eines alten Wohnhauses in Mexiko-Stadt.[21]
- 2018: Casa Terreno (Landhaus), ein Gebäudeensemble um einen Innenhof, Valle de Bravo, Estado de México.[22][23]
- 2018: Mit Arquitectura911sc und Alejandro Hernández: Centro de artes escénicas (Zentrum der darstellenden Kunst) der Universidad de Guadalajara (UDG), Guadalajara, Mexiko.[24]
- 2019: Casa Eva, Einfamilienhaus aus Beton und Holz, Mexiko.[25]
- 2020: Vecindad Monte Albán (Nachbarschaft in Monte Albán), ein Mehrfamilienhaus in Mexiko-Stadt.[26]
- 2020: Casa Productiva, ein flexibel erweiterbares Einfamilienhaus in Apan, Hidalgo, Mexiko.[27]

Künstlerische Interventionen
- 2012: Mit Jerónimo Hagerman und Cecilia León de la Barra: Pavilhão Invisível (Unsichtbarer Pavillon), ein Reifen um einen alten Baum am Paseo de la Reforma, der die Fußgänger auf die Natur aufmerksam machen soll, in Mexiko-Stadt.[28]
- 2017: El Refugio I (Kreativraum und Rückzugsmöglichkeit in einem Park), Chapultepec, Mexiko-Stadt.[29]
- 2018: El Refugio II (Wiederverwendung der Materialien von Refugio I in anderer Form, an einem anderen Ort), Mexiko-Stadt.[30]
- 2018:Pabellón Tamayo – Museo Abierto (Offenes Museum), ein mit umgrenzter Raum aus schwarzen Wänden und Spiegeln im Park des Museo Tamayo, Mexiko-Stadt.[31]

## Veröffentlichungen (Auswahl)
- Mit Miquel Adriá: Abraham Zabludovsky. Espacios para la cultura. Spaces for culture. Arquine, Mexico City 2005, ISBN 978-970-35-0903-4 (spanisch, englisch).
- Central de Arquitectura. Arquine, México 2009, ISBN 978-968-5616-14-0 (spanisch).
- Arquitectura en México 1900–2010: La construcción de la modernidad, Obras, arte, diseño y pensamiento. (Architektur in Mexiko 1900–2010. Die Konstruktion der Moderne - Werke, Design, Kunst und Denken). Fomento Cultural Banamex, Ciudad de México 2011, ISBN 978-6-07761273-5 (spanisch).
- Miquel Adrià, Jesús J. Silva-Herzog Márquez: 100 x 100+ Arquitectos del Siglo XX en México. Hrsg.: Mit Alejandro Hernández Gálvez. Arquine, Ciudad de México 2011, ISBN 978-6-07948916-8 (spanisch).
- Mit Patrick Charpenel, Derek Dellekamp, Yaoci Pardo, Tatiana Bilbao: México. Hrsg.: Wilfried Wang. Wasmuth, Tübingen / Berlin 2012, ISBN 978-3-8030-0741-4 (spanisch, englisch).
- Vivienda colectiva en México. El derecho a la arquitectura. Gustavo Gili, Madrid 2017, ISBN 978-84-252-3008-0 (spanisch).
- Mit José Castillo, Philip Enquist, Pablo Goldin Marcovich, Elena Tudela Rivadeneyra: MMX. Arquine, Ciudad de México 2019, ISBN 978-6-07948945-8 (spanisch).
- Estructuras compartidas – Espacios privados. Vivienda en México. (Gemeinsame Strukturen - Private Räume. Wohnen in Mexiko). Actar, New York / Barcelona 2020, ISBN 978-1-945150-95-1 (spanisch).
- Mi casa, tu ciudad. Privacidad en un mundo compartido. (Meine Wohnung, deine Stadt. Privatsphäre in einer gemeinsamen Welt). Puente Editores, Barcelona 2021, ISBN 978-84-12-19816-4 (spanisch).